# Neoprenanzug
Neoprenanzug steht für verschiedene, meist über Badebekleidung getragene Arten von wärmender bzw. schützender Kleidung für verschiedene Wassersportarten und für im Wasser ausgeübte Berufe. Das gemeinsame Merkmal ist die Verwendung des gummiartigen Kunststoffes Chloropren-Kautschuk (als Neopren bekannt), der sehr gute wärmeisolierende Eigenschaften und mechanische Stabilität aufweist.
Neoprenanzüge für die unten genannten Zwecke unterscheiden sich vor allem in der Materialdicke und der Auslegung der Arm- und Beinlängen, sowie teils auch in entscheidenden konstruktiven Details, die eigens für die jeweilige Anwendung entworfen sind.
Bekannte Arten von Neoprenanzügen sind:
- Surfanzug für das Windsurfen, Wellenreiten und Kitesurfen
- Tauchanzug als Nass- oder Trockenanzug für das Sporttauchen und Berufstauchen
- Neopren-Schwimmanzug, insbesondere für das Freiwasserschwimmen wie beim Triathlon
- Neoprenanzug für Paddelsportarten wie Rafting, Kajak, Stand-Up-Paddling und Kanu

## Grundtypen bzw. Schnitte

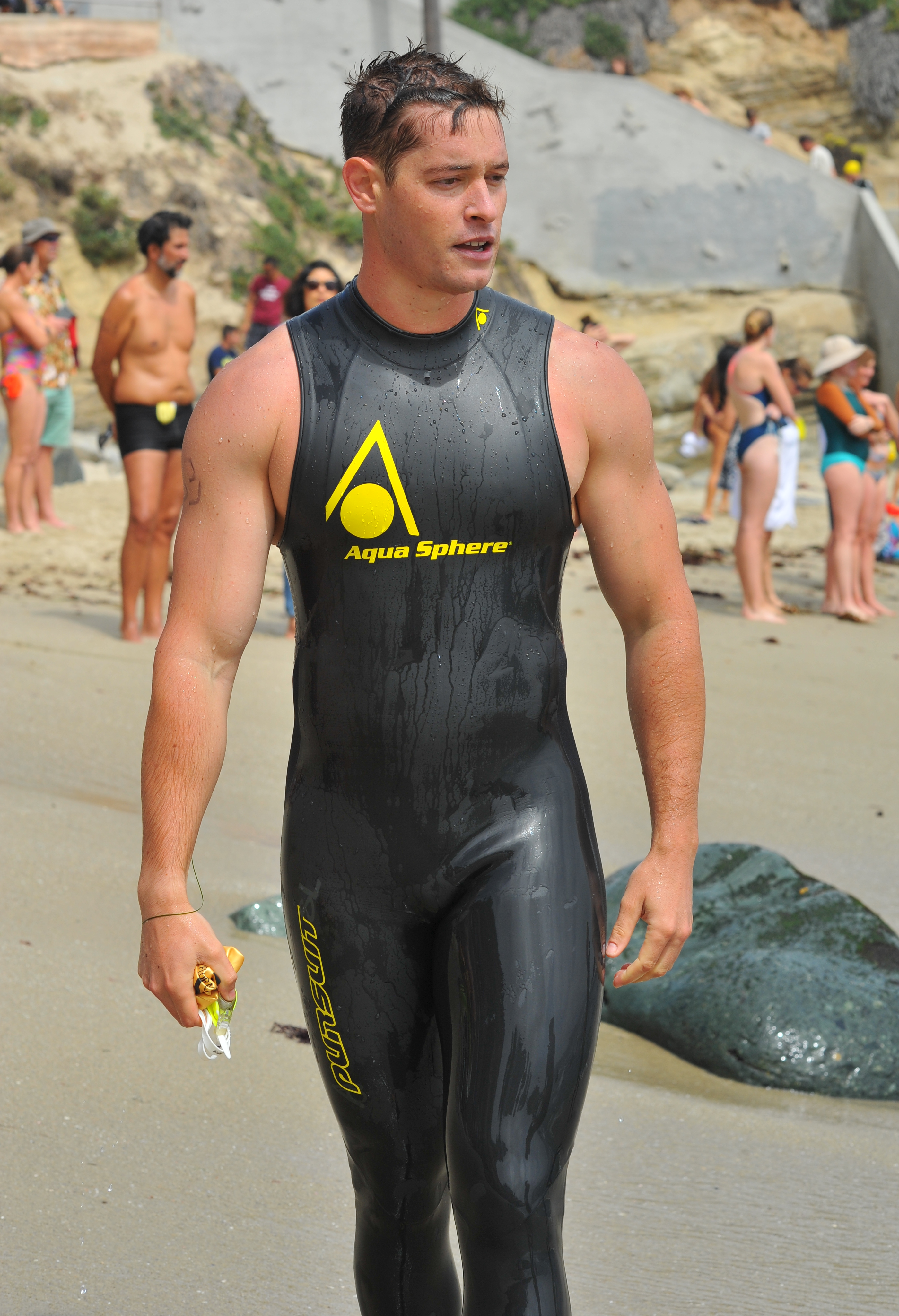
Schwimmanzug im Long-John-Stil

Es gibt eine größere Zahl an unterschiedlichen Schnittvarianten bzw. Grundtypen von Neoprenanzügen, deren Haupt-Unterscheidungsmerkmale die Länge – bzw. überhaupt das Vorhandensein – von Ärmeln sowie die Länge der Hosenbeine sind. Die gängigen und auch im deutschen Sprachraum üblichen Bezeichnungen für die einzelnen Typen stammen aus dem Englischen:
- Fullsuit (übers. Vollanzug) – Volle Armlänge und volle Beinlänge, ähnlich einem einteiligen Skioverall. Nur Hände, Füße und (typischerweise, außer bei integrierter Kapuze) der Kopf sind unbedeckt.
- Short Suit oder Shorty (übers. Kurzanzug) – die Hosenbeine hören etwas oberhalb der Knie auf, die Ärmel haben etwa die Länge wie bei einem T-Shirt
- Long Sleeve Shorty (übers. Langarm-Kurzanzug) – wie beim Short Suit, jedoch mit Ärmeln in voller Länge, also bis zu den Handgelenken
- Long John – lange Ausführung der Beine bis zu den Fußgelenken, aber statt Ärmeln nur Öffnungen für die Arme im Schulterbereich bzw. ein Schnitt im Schulterbereich wie bei einem ärmellosen Trägerunterhemd mit breiten Trägern
- Short John – wie beim Long John, aber mit kurzer Ausführung der Hosenbeine

Die obigen Varianten gibt es oft auch mit integrierter Kapuze. Die früher vor allem im Tauchbereich sehr verbreiteten zweiteiligen Anzüge mit einer Art Latzhose und passender, damit verbindbarer Jacke sind – bis auf Nischenprodukte, etwa für das Tauchen in sehr kaltem Wasser – weitgehend vom Markt verschwunden.

## Anwendungsbeispiele (Auswahl)

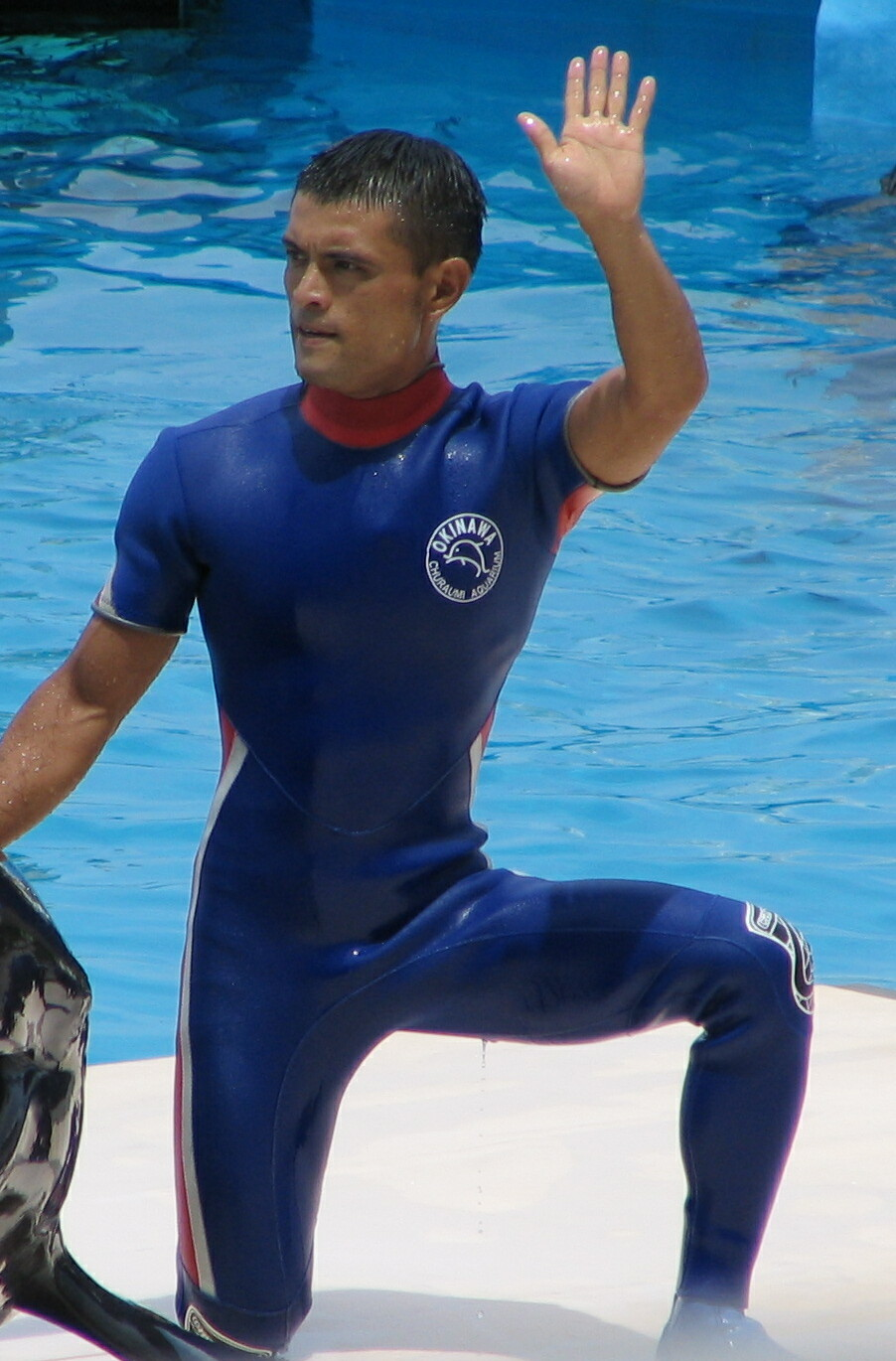
Schwimmanzug mit kurzen Ärmeln bei einem Tiertrainer
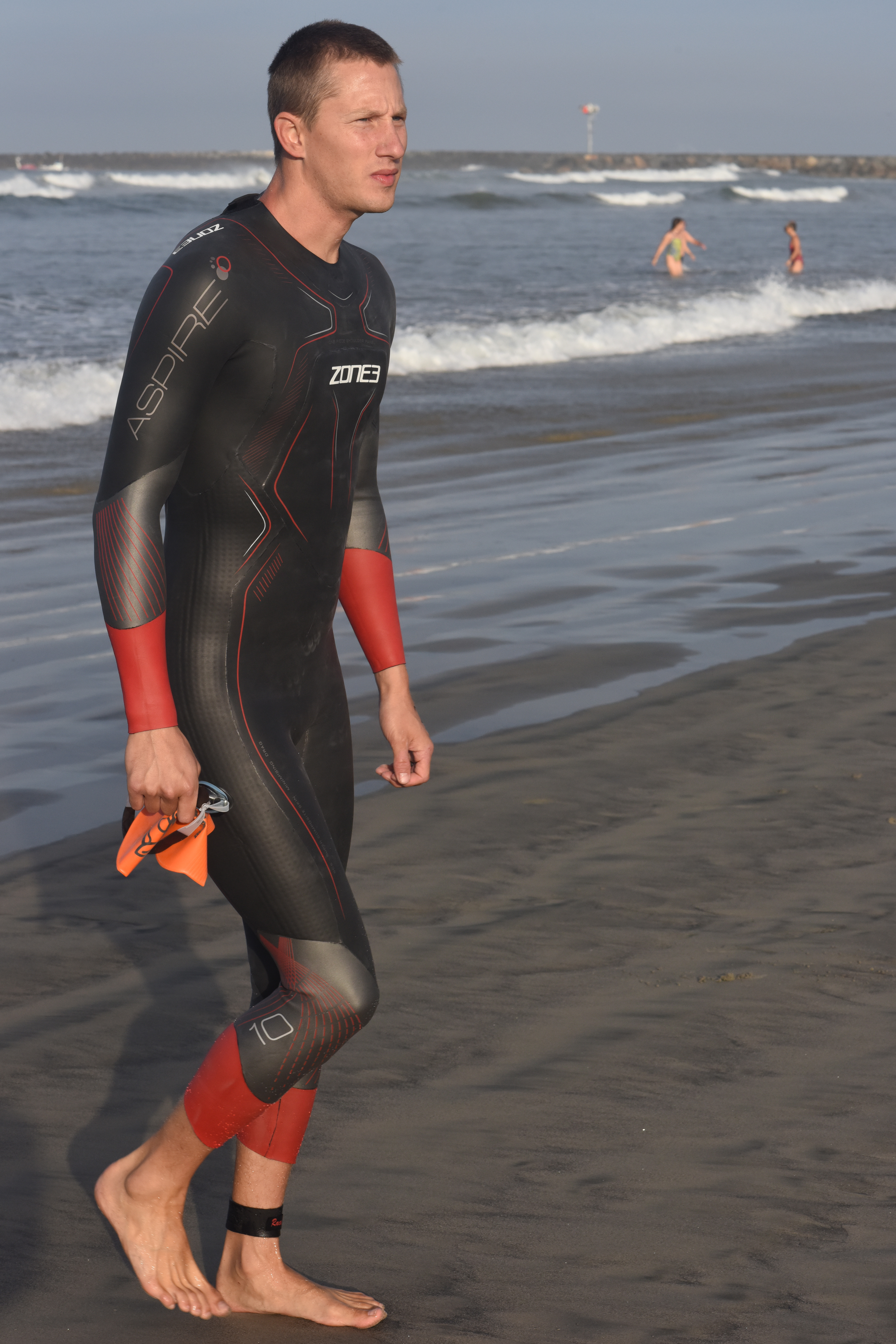
Schwimmanzug speziell fürs Freiwasserschwimmen
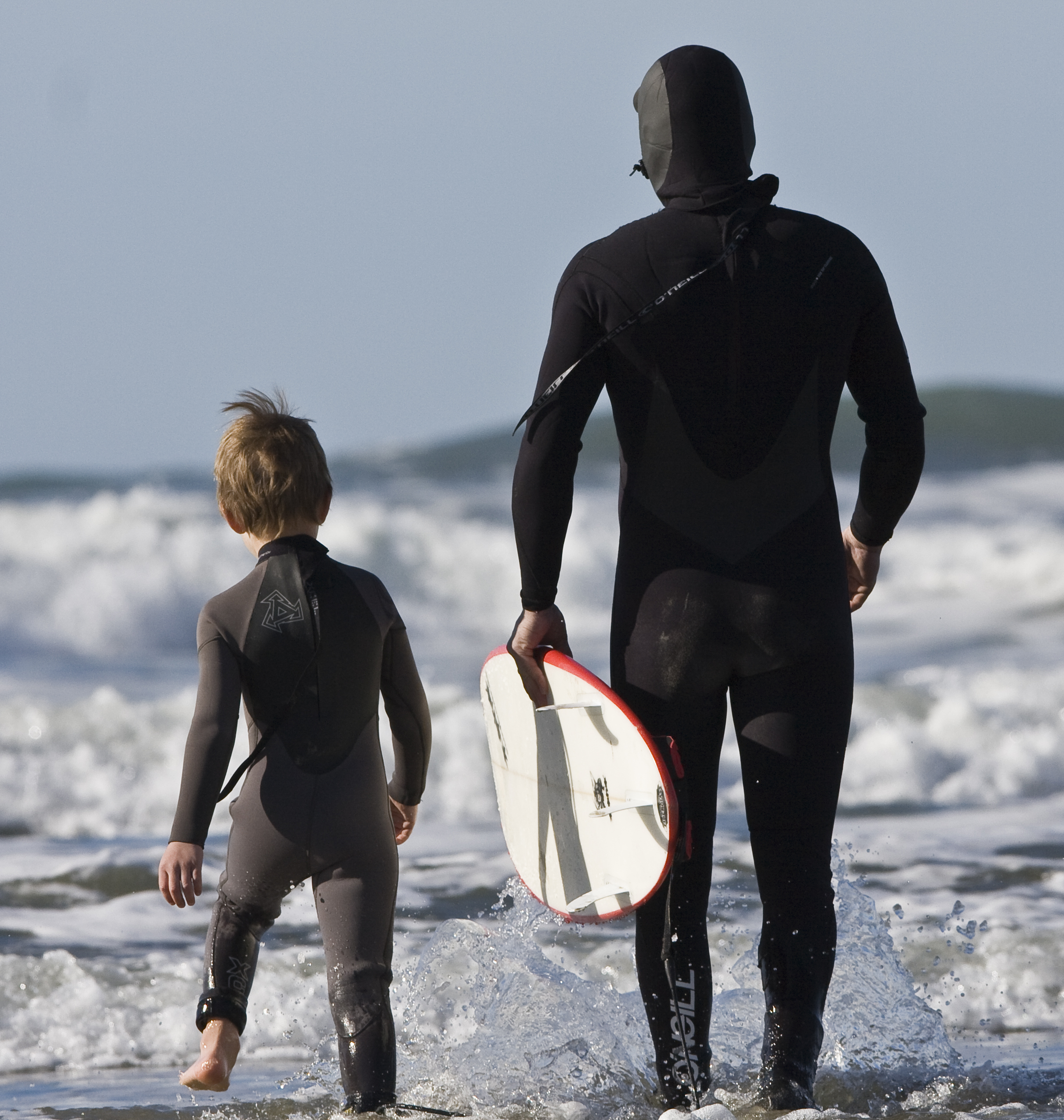
Surfanzug des verbreiteten Fullsuit-Typs (Overall), mit und ohne integrierte Kapuze
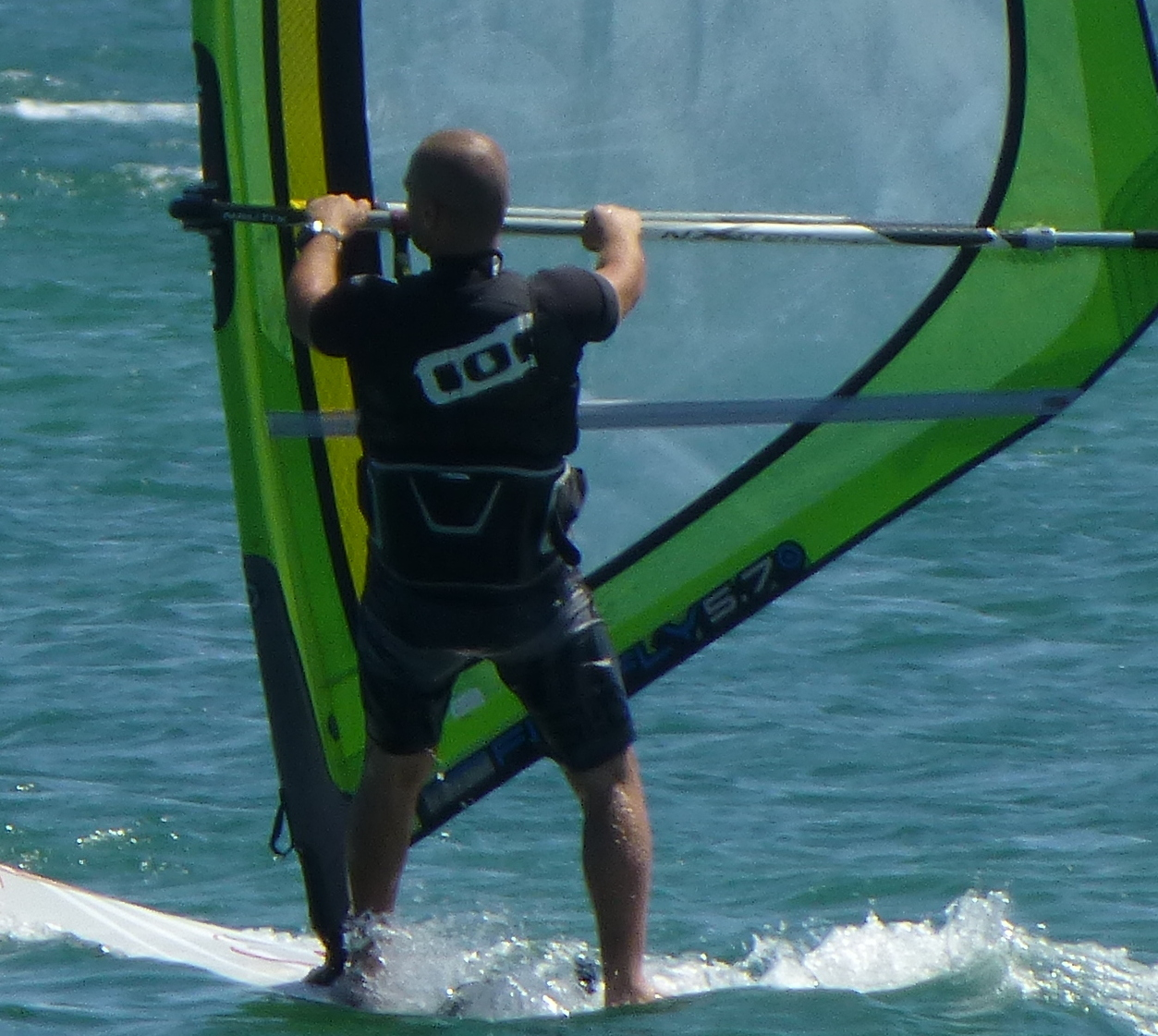
Windsurfer mit einem Anzug mit kurzen Ärmeln und Beinen (Shorty), der ähnlich auch beim Sporttauchen in warmen Gewässern verwendet wird
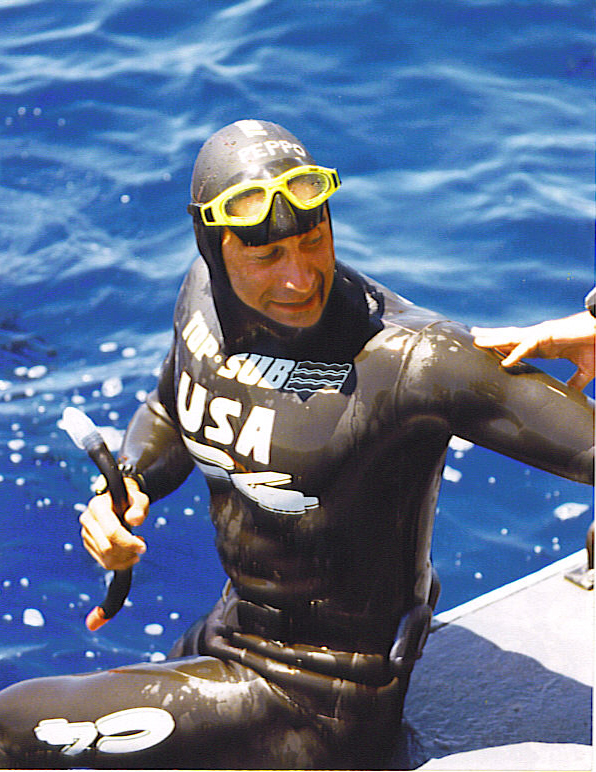
Ein Apnoetaucher im Fullsuit-Anzug mit Kapuze
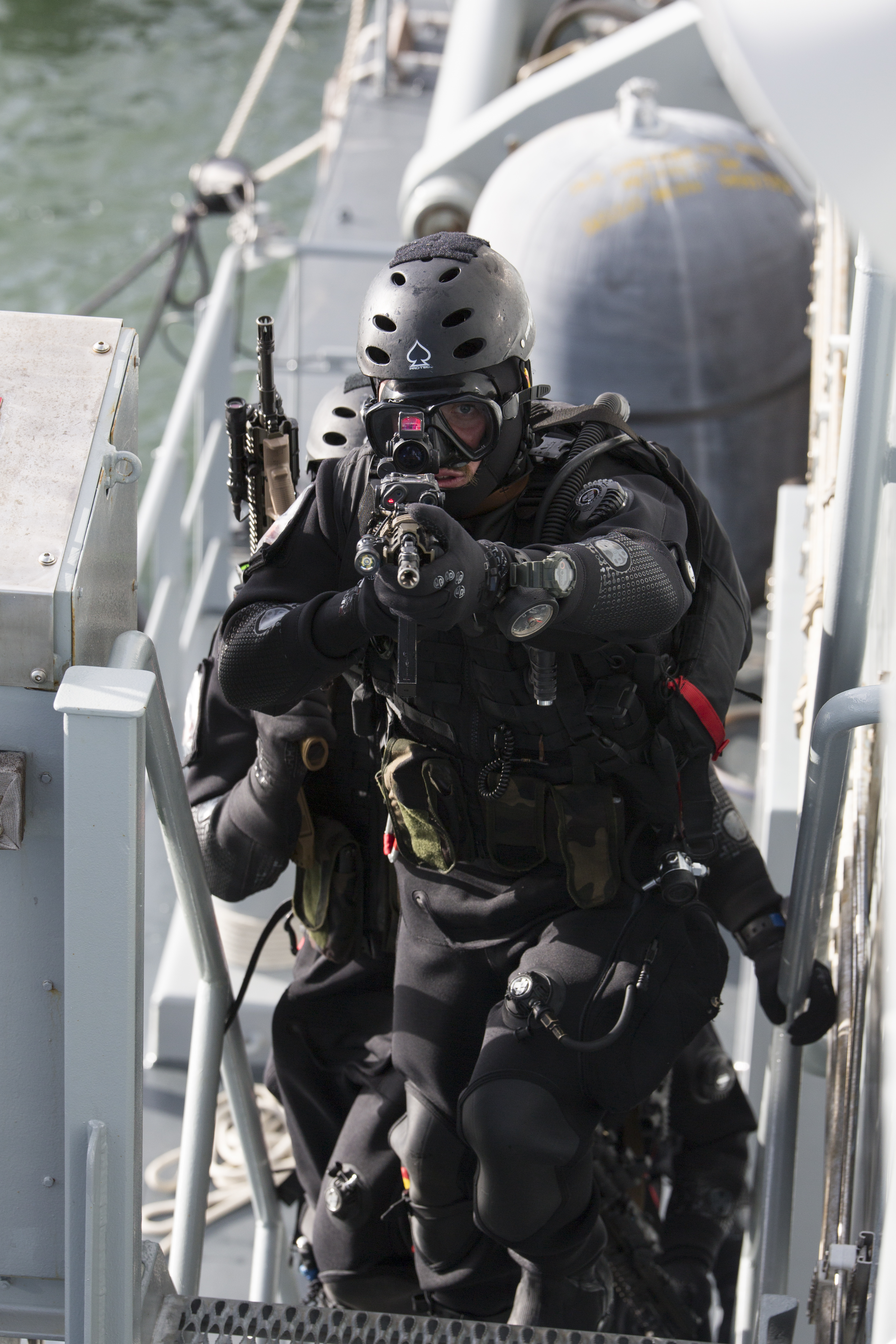
Kampfschwimmer (Army Rangers) in Tauchanzügen
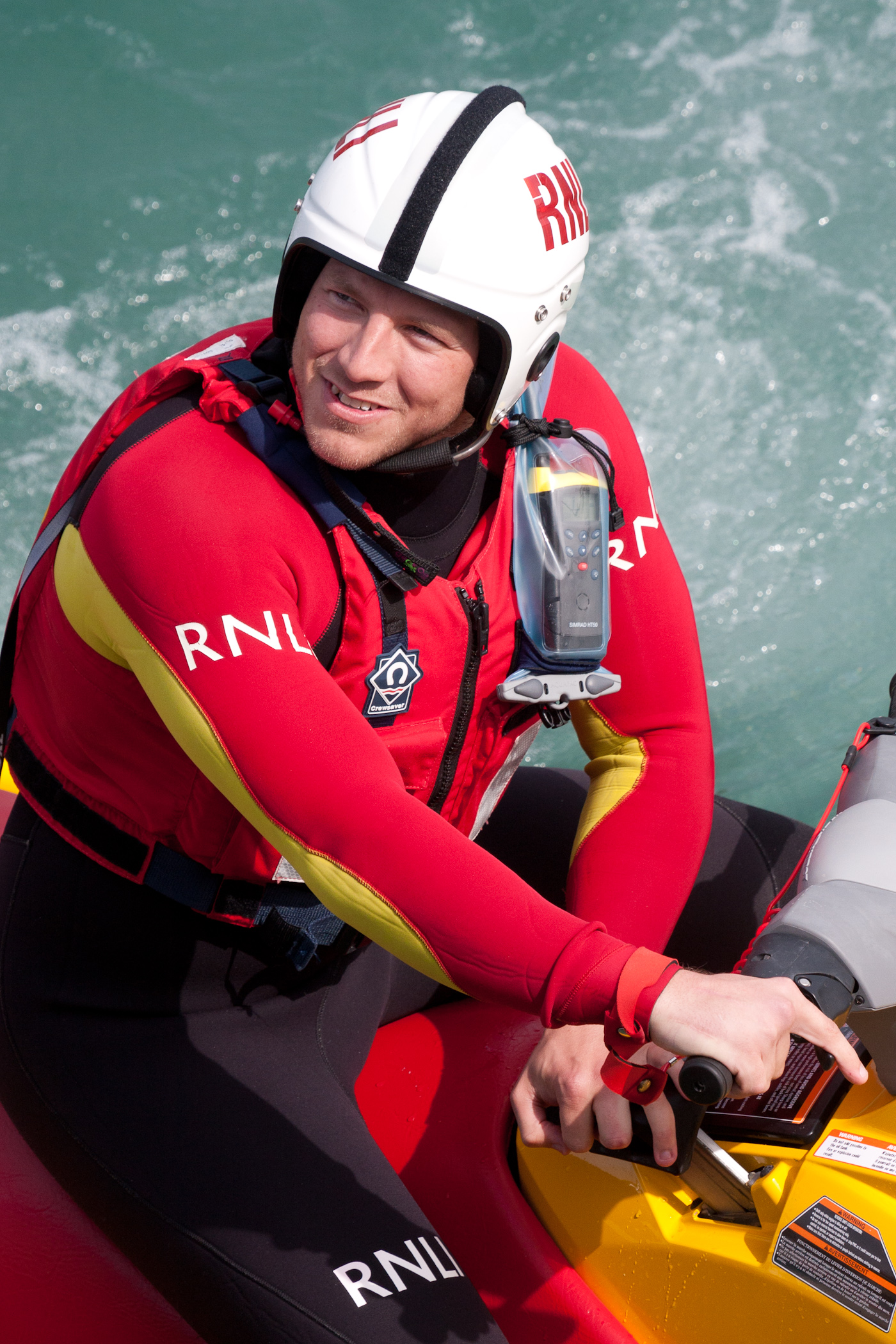
Ein Rettungsschwimmer mit Fullsuit-Anzug auf einem Jet-Ski
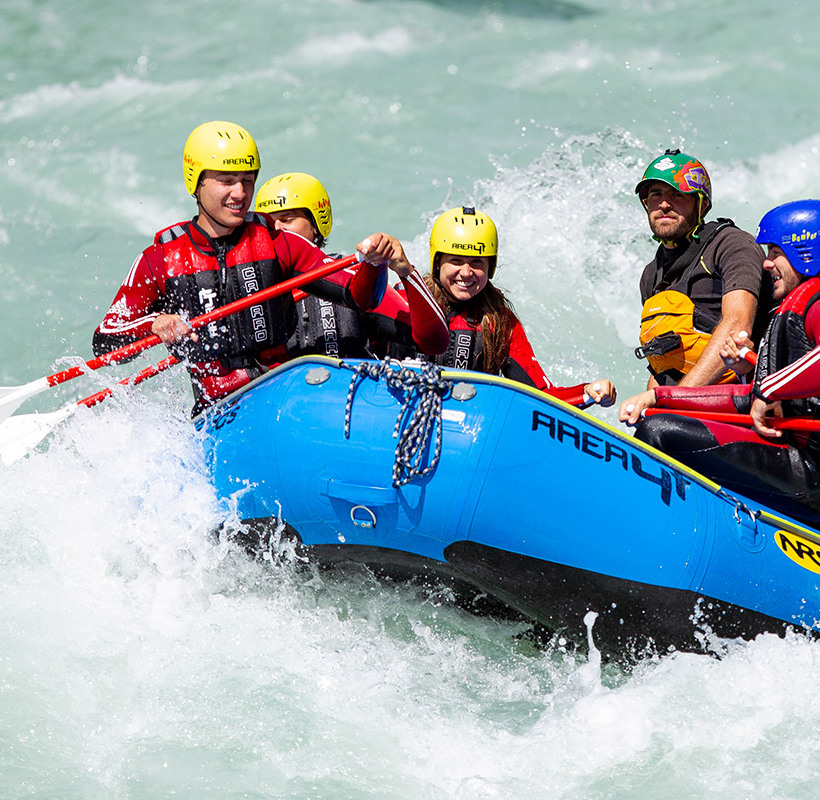
Wildwasser-Rafting, zusätzlich zum Neopren-Fullsuit mit Schwimmweste und Sporthelm